# 国家安全保障

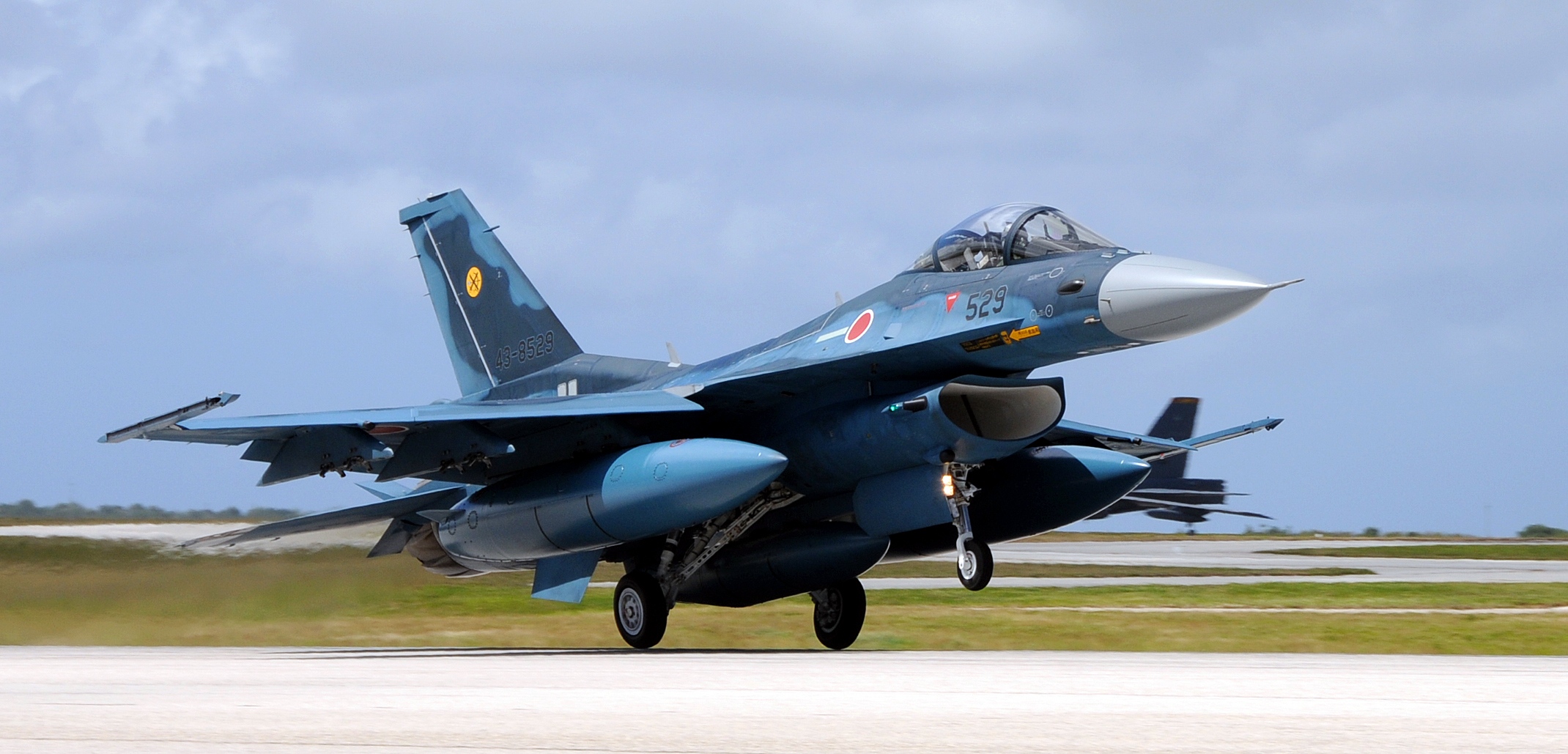
航空自衛隊のF-2戦闘機

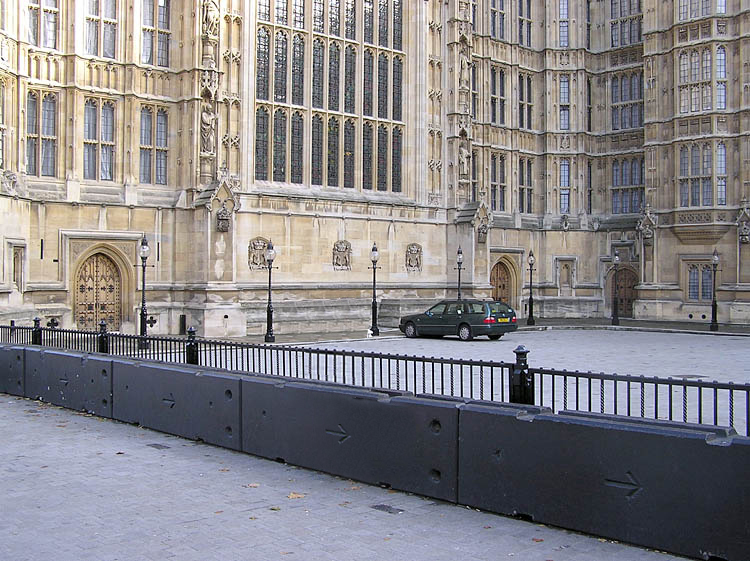
ウェストミンスター宮殿前のコンクリートブロック（イングランド、2006年）

国家安全保障（こっかあんぜんほしょう、英語: National security）は、国家の独立や国民の生命・財産などに対して何らかの脅威が及ばぬよう手段を講じることで安全な状態を保障することである。主として他国からの防衛をその主眼とするものであり、国防とほぼ同義語である。

## 概説
安全保障とは、国家・国民にとっての生存や独立、財産などかけがえのない何らかの価値を脅威に晒されない様に何らかの手段によって守ることを主に指すが、その概念は非常に多様である。歴史的・伝統的には軍事的脅威に対するものが主であったが、冷戦後は大量破壊兵器拡散、PKO、また発展的には経済、エネルギー資源なども含めるものへと研究領域が拡大し、一部で環境問題や人権を包括する主張もある。現代における国家間の主要な安全保障は軍事力の要素に基づきながらも、外交や経済・環境などを広範なものを含めるものである。
その研究対象の例を挙げると、軍事戦略、安全保障体制、文化政策（ソフト・パワー）、広報・教育宣伝政策（プロパガンダ）、地域政策、経済政策・金融政策、人的国際交流、地政学（ジオポリティクス）、国際関係論、エネルギー安全保障、宇宙政策、RMA、軍縮、小火器に関する安全保障(DDRなど)、大量破壊兵器、地雷、環境、人口問題、水資源、貧困問題、食糧問題などがある。特に貧困や民族・部族対立などの国内問題が安全保障問題に至るような事態になることを安全保障化という。

## 概念

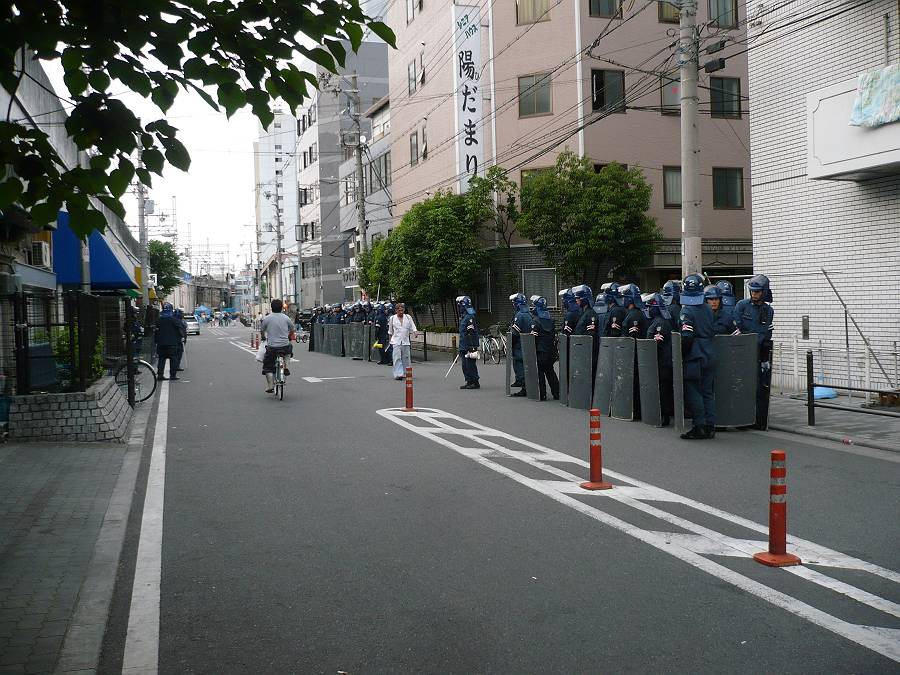
第24次西成暴動で出動した大阪府警察機動隊（2008年）

ギリシャ沖でのシリアとイラクの難民（2016年）

現代において確固とした安全保障の定義は存在せず、そのことは多くの専門家によって指摘されてきた。
安全保障は古代ローマにおいて精神的な心の平穏を意味するSecuritasを語源とし、英語ではSecurityやフランス語ではSécurité、ドイツ語ではSicherheit、イタリア語ではSicurezza、スペイン語ではSeguridadと表記され、こうした欧州の概念を日本などが輸入した結果、漢字表記としての安全保障という概念が成立することとなった。古代ローマにおけるsecuritasという概念はストア哲学の基本概念のひとつであり、政治的社会的な意味を帯びた結果、ローマ帝国時代における「ローマによる平和」即ちパクス・ロマーナ（Pax Romana）という概念に結び付けられるようになった。
伝統的な安全保障概念とは、軍事的な意味での国家の平和と独立或いは国家間の関係の中でとらえられてきたが、今日では人間の安全保障をはじめとして非国家的・非軍事的な概念が派生しており、その概念は時代によって変化し、また文脈や使用者、学派、価値観によってもその意味が異なることがある。このため、正確に安全保障という概念をとらえる上で、使用には注意を要する。
近現代では理論上、安全保障と防衛は厳密に区別される。安全保障とは『脅威が及ばないようにすることで安全な状態を保障すること』を目的としているのに対し、防衛は『及んできた脅威に対抗し何らかの強制力によってそれを排除する』ことが目的である。
以下では、ここでは伝統的安全保障をはじめ、新たな安全保障概念を含めて今日、国際政治上、論議される代表的な安全保障の概念について解説する。

### 伝統的安全保障
伝統的安全保障とは国家の領土や政治的独立、外部からの脅威を軍事的手段による牽制によって守ることを主眼においた、最も基本的な安全保障の概念である。国防がこれに該当する。今日においても軍事力を用いて国家の生存と独立、国民の財産、安全を保証することは極めて重要な国家の役割の一つとされている。今日では国家総力戦と核兵器の登場により戦争が割に合わないものになったため十分な抑止力を整備すれば、先進国同士の戦争は起きにくくなっている。

### 人間の安全保障
人間の安全保障とは国際社会の秩序を人間・社会の延長として認識し、国家よりもむしろその最小構成単位である人間に注目し、武力行使を防ぐためのシステムを確立し、その基本的な人権、平等、民主主義の発展をグローバルな市民社会の協力によって目指し、平和を創出するグローバリズム学派の安全保障の概念である。またエイズや環境問題などを研究対象に含める場合もあるため、非常にさまざまな要素を包括する概念である。

### 総合安全保障
総合安全保障とは脅威に対する手段を軍事的なものに限らず、非軍事的なものも最大限に取り入れ、同時に対象となる脅威も国外だけでなく、国内や自然の脅威をも対象とする安全保障の概念である。1980年に内閣総理大臣・大平正芳の総合安全保障問題研究の政策研究会報告書において理論化された。

### 集団安全保障
集団安全保障とは国家連合において、正当性のない一方的な軍事力の行使を原則禁止し、またその原則に違反して武力行使に至った国家に対しては構成諸国が連合して軍事的手段も含む集団的制裁をかける安全保障の概念である。国際連盟において初めて採用され、現在では国際連合がこの集団安全保障を機能させる国際機関であるが、いまだ実現しておらず、国連憲章に定められた体制は整っていない。

### 共通の安全保障
戦争回避が共通の利益であるとの認識に基づいて、敵とも協力して戦争回避を目指す安全保障の概念である。冷戦期、ヨーロッパにおいて生まれた概念であり、従来の競争的・対立的な安全保障を否定し、敵対勢力との相互依存的な協力を重視する。この具体例として1975年の全欧安全保障協力会議（現在の欧州安全保障協力機構）が挙げられる。

### 協調安全保障
敵・味方が流動的な不安定地域の国家が体制に加わり、各国の協調主義的な外交や貿易によって危険や脅威を制御し、戦争を抑止し、戦争が勃発した場合もその拡大を抑制することを目的とする安全保障の概念である。非軍事的な側面が重視されているものの、体制に潜在的適性国を含めてその地域の全ての主要国が参加する必要があること、さらに潜在的適性国を含めて域内の全主要国が共同行動に参加する意思を持つこと、また顕在的敵性国が体制内に存在しないことなどが体制が機能する前提条件となる。
以上から分かるように、安全保障の概念は時代、世界観、思想、政策などによって変化しているため、注意が必要な包括的な概念であることが分かる。

## 安全保障の歴史
古来から人類にとって生存は最重要課題であり、そのために歴史上の為政者たちは自国の安全を確保するために多大な労力を費やしてきた。
19世紀までの国際社会においては、対立する国家（同盟）間の力の均衡によって秩序が安定するという国際社会において、軍事力の造成と同盟の強化によってのみ自国の安全を保障するという個別安全保障の考え方が支配的であった。故に当時の安全保障の研究領域は、国家の外交政策や軍事政策などにとどまっていた。
しかし、この個別安全保障のもとでは、対立する国家間の軍拡競争が発生し、対立する国家間の緊張・不信感をいたずらに高めて戦争のリスクを高めることとなる。また小規模な紛争が世界戦争へと拡大する可能性も高めることとなる。第一次世界大戦は、個別安全保障の危うさを示した最初の世界戦争である。
そこで、この第一次世界大戦後には、集団安全保障の考え方に基づく国際連盟が設立された。集団安全保障とは、全世界全ての国々が体制に参加し、武力行使を原則禁止するとともに、これに違反した国家に対しては構成諸国が協力して軍事力を含めて制裁する安全保障体制である。ただし集団安全保障の制度は、全ての国々が参加することや、顕在的な敵対国が体制内に存在しないことが条件となると考えられている。これによって国際緊張は緩和され、軍縮の可能性もありうる。
しかし国際連盟は権限や体制において欠陥があり、第二次世界大戦の開始を防ぎ得なかった。この歴史を踏まえ、設立された国際連合は集団安全保障のための体制をいっそう整備強化した。しかし国連は米ソ対立によって当初考えられていたように円滑に機能することができなかった。冷戦に突入してからも国連も機能不全が起こり、またアメリカにおいてはソ連との対立があったため、ソ連に対する軍事政策の研究を中心に行ったために、軍事理論が中心であった。

### 安全保障研究の第一次沈黙期
1960年代後半から1970年代後半にかけて安全保障研究は沈黙した。この沈黙期は、米ソ緊張緩和外交の影響や特に危機的な紛争が起きなかったことの理由が強い。なお、1970年代以降の安全保障研究活発化は、米ソ緊張緩和外交の有効性が示されなくなったことの影響が強い。

### 安全保障研究の第二次沈黙期
1991年12月、ソ連が崩壊したが、これを予見できた研究者が居なかった。また崩壊が起きた後もそれを説明できる研究者が居なかった。以後、国際政治学者、その中でも安全保障を研究する人々は沈黙した。ソ連崩壊によって「安全保障研究は死んだ」という意見すら出回った。冷戦後は国際的な相互依存関係の強まりや、国際経済の発展を背景に、安全保障は広く政治的、経済的利益を、軍事的手段のみならず外交、経済力、文化などをも用いて守ることを指すようになった。

### PFP協定と再保証型安全保障制度
ソ連の脅威が無くなり、西欧が所有する戦術核7400発の多くは不要とされ、大部分は廃棄となった。これにより NATOの性質の変化が求められたが、NATO解体はむしろ地域情勢を悪化させるとして存続されることになる。1994年1月、NATO拡大とそれに強く反対するロシアへの妥協案として PFP協定が提唱された。1997年9月、日米防衛協定の指針の改訂作業が行われ、日本の本土防衛だけでなく「周辺事態」（当時）にも対応することが決定される。この安全保障体制を 再保証型（リアシュアランス型）安全保障制度という。

## 国際安全保障体制の理論
国際社会という視点で、安定的な世界秩序を維持する国際体制に関する理論も安全保障において主要な課題である。ここでは代表的なモデルや理論を述べる。

### 平和理論
国際秩序は力の不均衡や、国際経済の影響などによって安定と不安定の状態を歴史上長年行き来してきた。ここではその安定した国際秩序が維持されている国際関係の定式化を行った理論について述べる。
単極平和論
圧倒的な力を持った大国の存在が世界を平和にするという理論である。この平和論の多くはパクス・アメリカーナを意味するが、中には世界政府思想などもある。
双極平和論
圧倒的な力を持った2ヶ国（勢力）の存在が、お互いに拮抗することで結果として世界を平和にするという理論である。この平和論の多くは米ソ冷戦期を意味する。
多極平和論
複数国による均衡、拮抗状態により世界秩序を平和に維持するという理論である。つまり、国連などの国際機関を中心とした平和論を意味する。
民主的平和論
民主主義に基づいた政治体制を採用する国家同士では戦争に訴える可能性が少ないという学説である。主にブルース・ラセットによって論じられており、民主主義国家が好戦的でないとは限らないが、歴史的な経験則においては民主主義国家同士が戦争を行うことが比較的に少ない傾向があるとされる。従って世界中の国家の体制を民主化することによって、世界の安全保障は確保することができるという考え方の基礎となっている。相互に高度な民主体制を構築できれば、軍事バランスとは関係なく平和関係が維持できるという点で、他の安全保障論とは一線を画している。その発想の源流はカントの平和思想にあるといわれ、カント的国際主義ともいわれる。しかしながら、なぜ民主主義体制が国際関係における戦争を抑制するのかについては議論の余地がある。

### 覇権モデル
覇権モデル（hegemony model）とは、ある地域内で他の国々を圧倒するだけの国力を持つ「覇権国家」が存在し、それが周辺諸国を主導的に指導する国際秩序のモデルのひとつである。
この覇権モデルはさらに二種類に区分される。直接的に軍事力などを用いて諸外国を支配する「専制帝国」は周辺国を属国として扱い、属国の反抗があれば武力で鎮圧する。間接的に経済力などを用いて諸外国を支配的に指導する「民主帝国」（別名「リベラル・エンパイア」もしくは「帝国的共和国」）は、周辺諸国の協力を得ながら広い地域に利害が共通する安全保障体制と、国際的な経済の枠組みを提供し、勢力圏の諸外国の安定を目指す。

### 勢力均衡モデル
勢力均衡モデル（balance of power model）とは、一つの勢力（国家、国家群）が強大化した場合、その他の国々は連合化や軍事力の強化などによって、勢力を拮抗しようとする現象のモデルである。
この勢力均衡モデルはさらに「二極型勢力均衡モデル」と「多極型勢力均衡モデル」がある。二極型勢力均衡モデルとは、二つの勢力のみが主に勢力を均衡させようとするものであり、冷戦期のアメリカとソ連の関係がこれにあたると考えられているが、歴史的には稀な場合である。多極型勢力均衡モデルは、複数勢力が同時に勢力を拡張し、均衡させようとするものである。歴史的にはこの場合が多く、第一次世界大戦や第二次世界大戦はこのモデルに合致すると考えられている。

### 大国間協調モデル
多極型勢力均衡モデルの発展モデルであり、いくつかの大国が利害関係については相互に妥協・協調し、処理して秩序を維持するモデルである。1815年のウィーン会議以降から第一次世界大戦までの約1世紀の間のヨーロッパは基本的に多極型勢力均衡モデルであると考えられているが、同時に大国間協調モデルが並存していた時代でもあるとされている。しかし、アフリカ植民地分割を議題とするベルリン会議でどうしても協調できない問題が顕在化してしまい、三国同盟と三国協商の国際関係が成立した時点で多極型勢力均衡モデルへと逆行していった。

### 集団安全保障モデル
集団安全保障モデルとは特定の体制に国家が入り、原則的に武力行使を禁じ、もし構成国がこれを違反すればその他の構成国が協調して軍事・経済などの手段によって制裁を加える国際安全保障モデルである。勢力均衡モデルによって世界大戦をもたらしたという反省に基づいて、このモデルが国際連合という形で実現化されることとなった。ただし地域連合においても、集団安全保障モデルが採用されている場合があり、アメリカ州機構、アフリカ統一機構、NATO、ワルシャワ条約機構が挙げられ、地域集団防衛条約機構と呼ばれる。

## 軍事的側面

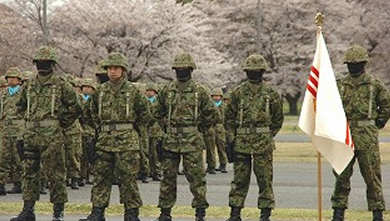
陸上自衛隊特殊部隊特殊作戦群 (SFGp)

現代においても、安全保障にとって軍事は非常に根幹的な存在である。なぜなら安全保障の本質的な課題である国家の生存、独立の保持、領土の防衛などは軍事力と今なお深い関係があるからである。

### 軍事力
軍事力（military capability）とは国家がその政治的目的、国益を達成するために用いる物理的な破壊力、支配力、強制力であり、広義的軍事力は軍隊だけでなく、さまざまな国力によって構成される。
安全保障における軍事力の役割は、強制、抵抗、抑止それぞれの機能を対外的に示し、攻撃に対し予期される損害や攻撃の戦略・戦術上の困難さを意識させることである。

### 核兵器

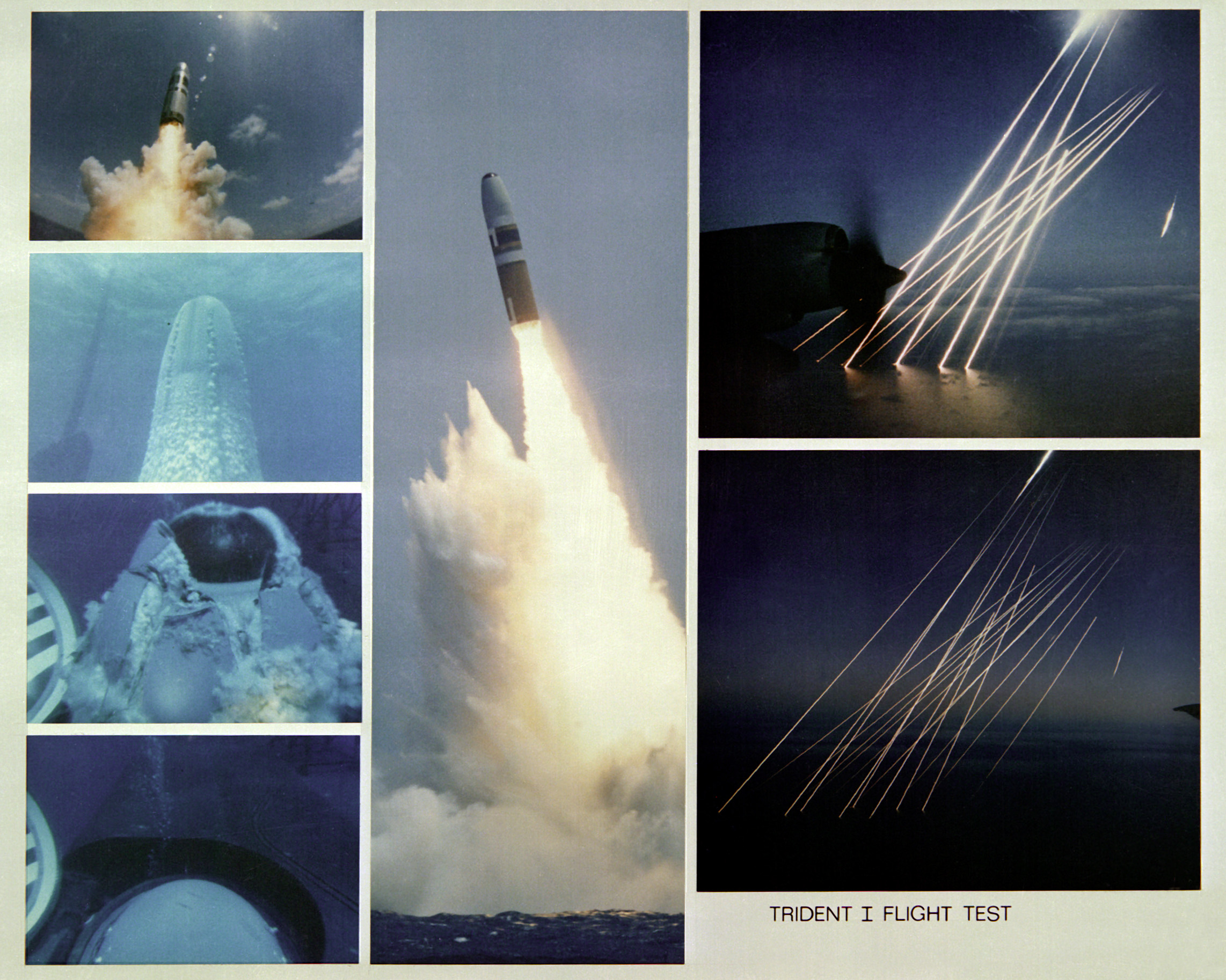
トライデント I ミサイルとその再突入体

大量破壊兵器、特に核兵器は安全保障が特に注目するテーマのひとつである。ここでは核戦略に関する理論などについて述べる。

#### 核抑止の種類
冷戦期における米ソ対立中にアメリカにて発展した核抑止には以下の種類がある。
存在的抑止（実存的抑止）
核兵器の場合、数発で国家を消滅させるほどの威力を持つ、よって核が存在するというだけで国家指導者、為政者の考え方や政策方針に関係無く抑制機能（抑止力）が働くという考え
戦略的抑止
核兵器であっても、存在だけに頼るのでなく危機の場合にはちゃんと機能させて初めて抑止力が生まれるという考え
懲罰的抑止
ソ連が侵略行為に踏み切れば、ソ連の都市や工業地帯に懲罰・攻撃的報復を加えて抑止力を持たせるという考え
拒否的抑止
ソ連の政治的・軍事的な目的の達成を拒否し、あるいは目的達成のためのコストが高過ぎることを認知させ抑止力を持たせるという考え

#### 抑止戦略モデル
敵対国家（または潜在的敵性国家）に対する抑止戦略。
演繹法的抑止戦略モデル
演繹法的に抑止戦略を立てることをいう、1970年代まではこの考え方が中心であった
帰納法的抑止戦略モデル
帰納法的に抑止戦略を立てることをいう、1970年代からはこの考え方が中心となる

#### 演繹法的抑止戦略モデル批判
アレキサンダー・ジョージは 核抑止、地域紛争、危機の抑止の三つの抑止の内、核抑止以外は変動要素（目的、手段、選択肢、事態の悪循環の可能性）が多く、単純な損得勘定では戦争勃発を説明できないと批判した。これ以降、帰納法的抑止戦略モデルの考え方が主流となる。例えば旧日本軍の南下政策や真珠湾攻撃は演繹法的抑止戦略モデルによる単純な利害論では説明できない。

#### 相互確証破壊
安全保障は時に「いかに敵を攻めるか」「いかに敵に被害を与えるか」という事を考えて、逆説的に「いかに平和を保つか」を探る手段を用いる。有名な考え方は核兵器の「相互確証破壊」（mutually assured destruction、MAD）である。
1965年にソ連が抑止力としての核兵器から、攻撃としての核兵器に性質を変化させ、アメリカを攻撃した場合に、アメリカは核による報復攻撃を行いソ連の人口の25%、工業力の50%を破壊するという考え方である。しかし、この考え方が出てくるとソ連では対米確証破壊力の強化が打ち出され、ソ連のGNP15%を軍備に投資するという大軍拡を行った。
この間、米ソ両国の間で核戦争が起きなかったことから「相互確証破壊論」は有効であったとの考え方が一時期主流になったが、相互確証破壊論による核抑止は結果として過剰な軍拡を引き起こしたため、その抑止のための軍備管理として SALTが行われ、特に米ソ両国の間で軍縮が進んだ。
これを教訓に核による報復攻撃が果たして本当に価値があるのか、という対価値攻撃戦略（counter value strategy）の考え方が浮上した。1971年には核戦略は選択的に活用すべき、との考え方が広がり「相互確証破壊論」の「全面報復」の考え方は後退した。1974年に、柔軟目標設定が発表され、兵器の命中精度が高い（高くする）という前提で、敵対国からの攻撃に報復の段階を持たせた。

### 軍縮・軍備管理
軍縮（arms reduction、disarmament）とは戦争のリスクを抑制することを目的として軍備を縮小していくプロセスを指す。軍備管理（arms control）とは軍備に関する政策に課せられる抑制措置を指す。近年では軍備管理という方が主流になりつつある。

## 非軍事的側面

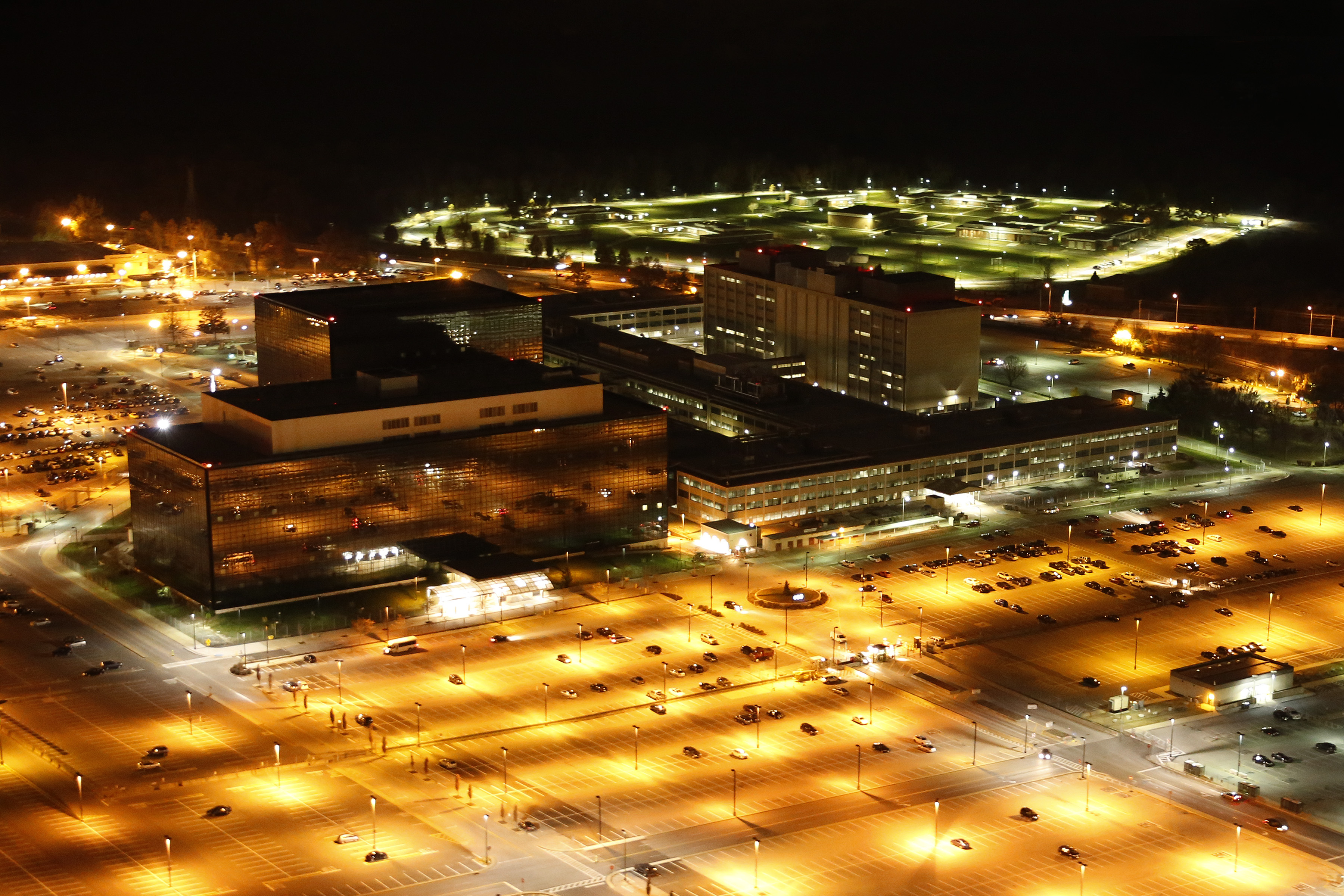
1952年のアメリカ国家安全保障局。11月4日に結成されたインテリジェンス・コミュニティー（情報機関共同体）の中核組織のひとつである。

安全保障は冷戦後、非軍事的な側面に対する関心の高まりから経済、資源、環境などの分野にも研究領域を拡大した。

### 非軍事的側面に関する議論
ただし、安全保障の概念をどこまで拡大するかについては、「何にでも安全保障の概念が適応できるのか」という議論が残っている。例えば環境問題を安全保障の観点から研究する場合、その「安全を保障する対象」は、国家なのか、特定の地域なのか、地球全体なのか、もし地球全体を守る対象とする問題だとするならば、それは普通の「環境問題」であるのではないか、などの議論がある。
また、国政においては安全保障も政争の具であり、あらゆる事象、事柄を安全保障に結びつけることで危機感を煽り自らの権力拡大に役立てる政治手法が用いられる場合がある。しかし、全てを安全保障に絡めてしまうと、必要以上の危機感や不安感を多くの人々に与えてしまう場合がある。また、本来は対話などの平和的解決も安全保障に含まれているにもかかわらず、安全保障に偏った外交方針を敷くと外交が硬直化し、非妥協、非協力的な国家として孤立に結びつく可能性がある。同時に、集団安全保障を敷く国家においては同盟国への必要以上の譲歩に結びつき国益を損なう可能性もある。それは本来安全保障が目的とする「国家や人々の安全な状態を保つ」とはいえず、安全保障が「国家を危険な状態に追い込み、人々に不安な状態を呼び込む」といった事態が生じてしまう。

### 経済安全保障
経済安全保障の目的はその国家の経済、国民の経済生活を維持、改善することにある。経済とは国家に住む人間の生活そのものである。故に経済力は極めて重要な国力であり、また国際経済における競争力を維持し、経済的自立を達成することは国家存続に直接関わることであるといえる。
経済における安全を定義することは軍事における安全とその性質が本質的に異なっているため難しい。市場経済は本質的に不安定性を内在するものであり、保護主義的な関税を設定するなどの手段で市場に過剰に介入することは国内産業の競争力を低下させる恐れがある。また市場を制御するために市場の独占が必要になるが、それは市場経済の原理そのものに反する行為である。国外からの直接投資や輸入などを断絶して自給自足を目指すことも近年の経済の相互依存関係が進んでいるため、不可能に近い。故に経済安全保障政策を行う場合はこのような経済の特性や市場の原理を十分に把握して実行することが極めて重要である。
アメリカ通商拡大法第232条には、安全保障を理由に輸入制限を行うことができる規定が定められており、2018年3月23日以降、アメリカに輸入される鉄鋼・アルミニウム製品に対して追加関税措置が行われた。

### 天然資源安全保障
資源・エネルギーは経済活動を行い、資本の価値を増殖させていくのに欠かせない国力の前提的存在である。歴史的に見ても、資源地域を巡る領土紛争は非常に多い。戦略的に重要な資源・エネルギーとしては、鉄、アルミ、クロム、コバルト、プラチナ、石炭、石油、天然ガスなどが挙げられ、これらは近年の科学技術、工業の発展、大量消費社会の拡大から重要な価値を持つようになっている。
資源の安全保障に対する脅威には、禁輸措置、供給量の削減による価格吊り上げなどがある。代表例として1973年のOPECの原油価格引き上げが挙げられる。また自然災害や戦争などによる供給システムの停止という脅威も考えられる。第二次オイルショックはイラン革命が主な要因となって引き起こされた。
資源の安全保障の手段として、天然資源の自給自足の準備や国内における消費の抑制などの脅威の発生を防止する方法、さらに緊急事態に備えた備蓄、危機発生における対策準備などの脅威による被害の最小化を試みる方法がある。しかし、これらは大きな費用を伴う措置であるため、慎重に検討しなければいけない。

### 環境安全保障
現代の大量生産・大量消費の経済活動と世界的な人口増加などが自然環境に大きな影響を及ぼしている。環境の安全保障はこうした自然環境への影響が人間の生存地に深刻な悪影響を及ぼすことがないように試みることにある。
あらゆる環境問題が安全保障の対象になるわけではなく、基本的に国民の生存、国家の利益などに対する間接的・直接的に影響する可能性がある問題が主となる。
1990年代に環境安全保障が活発になり、特にアメリカでは盛んに議論された。
しかし、アメリカでの環境安全保障議論は、しばしば環境安全保障が目的とするものやその実際の手段に混乱が見られた。
結果として、環境安全保障についての議論は低迷した。
現在は国民活動や国家の役割、企業の環境に対する責務という観点からの環境安全保障の議論は現在も続いている。
しかし、具体的かつ明確化されたルールが確立されるまでには至っていない。

### 思想文化安全保障
思想・文化の安全保障とは、統治原理・文化・思想・宗教・国民性などの思想的・文化的な国家の基幹的な要素を守ることである。選挙などを通じて大衆の政治への関係が大きくなれば、その行動や世論が政治的影響力を持つようになる。また同時に交通や通信が高速化、密接化が増大すれば国外の思想や文化が流入するようになる。そうすれば、これらを活用して宣伝・広報などを通じて世論を外部から間接的に誘導することが可能となる。例えば、マスコミを通じてその国の正統性を主張することによって、国際社会に対して好意的な印象を形成するなどが考えられる。宣伝を行う場合、あからさまな偽情報を流せば宣伝者の信頼性を減退させる。故に宣伝活動で流される情報は露骨な宣伝ではなく、さり気なく、かつ継続的・戦略的な大衆宣伝となる。ただし、近年は宣伝に客観性が求められるようになっており、広報との差異は曖昧になりつつある。ジョセフ・ナイは冷戦後の国際関係における問題として「脅威の種類と程度の曖昧性」にあると指摘している。

## 学派・視点
安全保障は観察者の視点によってもその内容が大きく変わる。ここでは主要な学派や安全保障観について述べる。

### 脅威
脅威とは安全保障において敵または潜在的な敵を指して使用する。脅威には政治的、思想的、経済的なものが各種存在するが、純粋に軍事的な脅威は「能力」と「意思」から判断されるのが一般的である。すなわち、ある国が自国に対して侵略する国家意思を有していたとしても、それを実行するための軍事力が存在しないのであれば、また自国の軍事力が圧倒している場合は、その国は脅威ではない。またある国が膨大な軍事力を保有していたとしても、非常に友好的な関係があり、侵略の国家意思がない場合はこれも脅威とはならない。
また非対称脅威という言葉がある。これは従来の国家対国家という対称的な脅威ではなく、国家対非国家という対称ではない脅威をいう。つまり対称脅威とは国家体と国家体の間に生じる脅威をいうが、非対称脅威とは、国家体と非国家体の間に生じる脅威についていう。

### 国益
国益とは国家にとっての価値または利益である。狭義には国家の生存と独立、広義には国家の経済的繁栄や国際社会での地位増進などが国益にあたる。現実主義理論の重要な概念の一つであり、あらゆる国家はこの国益を追求して行動していると考える。一方で理想主義やリベラリズムでは一国の利益である国益を重視しない。何故なら、より国際的で共通的な利益、例えば国際公共財や国際レジームを重要視し、また国益が政策決定者の主観性によってその内容が変化するからである。

### ネオ・リアリズム
ネオ・リアリズムとは国際構造があらゆる国家の行動に影響すると仮定した理論体系であり、これにはウォルツ (K.N. Waltz) による国際政治を無政府状態と勢力分布で説明する Theory of International Politics (1979)、またギルピン (R.Gilpin) による戦争だけが国際構造を変えるとする War and Change in World Politics (1981)　などがある。
ネオ・リアリストであるウォルト (S. M. Walt) はバンドワゴン理論を打ち出した。これは同盟体制は脅威に対抗するだけでなく、脅威国に同調される時にも形成されるという考えであり、つまりバンドワゴン（勝ち馬に乗る）行動を示すことを述べた。
例えば1930年代に中欧、バルカン諸国の中小国がドイツ（ヒトラー）に次々と与し、協力していった。また日英同盟、日独伊三国同盟、現在の日米同盟などは勢力均衡理論に立った同盟ではなく、バンドワゴン理論に基づく同盟であると指摘している。

### 機能主義
リベラルな国際政治学者は、「国家」とは個人の自由や権利を守るための「必要悪」として考えており、その「必要悪」同士で議論の場を設けて平和構築や国際秩序の形成を狙った。（詳細は 機能主義 (国際関係) の項目を参照）
機能主義の反省と、リベラルな勢力によって 新機能主義 が提唱された。
要するに国家（国家体）ではなく、民間（非国家体）による外交と、国家の暴走の歯止め、多国籍企業、それらが発展し非国家体が国家体の国家主権の制約さえ可能という考えが出てくる（詳細は 新機能主義 の項目を参照）。

### 地政学
地政学の観点ではハートランド、リムランドや、ランドパワーとシーパワーの対立などから非常に大局的かつ包括的に国際関係を観察する。シーパワーの理論として『海上権力史論 The Influence of Sea Power upon History, 1660 - 1783』（1890年）という、マハン(Alfred Thayer Mahan)が執筆したものがあり、シーパワー（海洋力、海洋権力）の重要性を説いた。またランドパワーの理論はハルフォード・マッキンダーが提唱した概念であり、ハートランドを支配する大陸国家が有するパワーであり、これはニコラス・スパイクマンによってシーパワーとリムランドにおいて対立すると論じた。

### 構造的暴力
構造的暴力とはある社会体制や秩序自体が貧困、飢餓、抑圧などをもたらす場合、これも間接的には暴力であるという考え方がある。これは平和学の分野でヨハン・ガルトゥング（J.Galtung）が提唱した。ガルトゥングは「構造的暴力が存在する状態を社会的不正義と呼ぶ」と定義している。

### シカゴ学派
安全保障研究や国際政治学に非常に強く影響を与えた学派。シカゴ学派は 第一次世界大戦、第二次世界大戦の両大戦の影響が見られる。1900年の チャールズ・メリアム（C.E.Merriam） 就任からシカゴ学派の大きな潮流が生まれる。具体的には以下の事をした。
1. 政治学に隣接科学を導入し、分析を発展させた。フロイトの精神分析の応用など。
2. 分析に強く権力、権威を持たせた。徹底的な検証至上主義というべき価値観が政治や安全保障を科学的に分析可能にした。
3. アメリカ合衆国憲法と現実のアメリカ社会の乖離に不信感を抱き、経済的側面から憲法を解釈した。
4. 政策科学を重視した。プロパガンダの分析等。

### 世界最終戦論
石原莞爾は、1940年に出版された『世界最終戦論』で、フリードリヒ大王の時代の「持久戦争」、フランス革命後のナポレオンの「決戦戦争」に大別し、戦争を持久と決戦の二つに分けている。だがこれらの考え方は科学的理論に基づくものではなく、仏教的価値観が根底にある。また第一次世界大戦の次に来る世界戦争を人類の最終戦争と位置付け、東亜連盟（つまり大東亜共栄圏）が世界の勝者となり天皇が世界の盟主となると本の中で主張した。

### ソフト・パワー
ソフト・パワーとは軍事力（ハードパワー）の対義語であり、強要するのではなく、間接的に相手に影響や共感を与えることによって相手のある行動や態度を引き出す能力の総称である。軍事力だけでは国家の安全保障政策としては不完全だと考えられており、このような能力を総合的に用いるべきだという考えは古来よりあるが、近年特に戦争違法化の流れなどから注目されている。
具体的には映画、古典、芸能、食文化、ドラマの海外への宣伝、進出や政治思想、宗教、イデオロギーなどの浸透、科学技術力や経済力などが挙げられる。近年、日本では世界的なアニメ、漫画の人気を背景に、これらをソフトパワーとして活用すべきとの意見が多い。

### エアパワー
エアパワーとは航空に関するその国家の能力の総称である。イタリア人 ドゥーエ (Giulio Douhet) は 1921年に『制空論』を執筆し、航空戦力（エアパワー）の重要性を論じた。これは当時は陸海軍の抵抗もあってすぐにその重要性が認識されることはなかったが、後に核兵器の登場、ミサイル技術の発達、航空戦力の高度化などから各国軍でも重要視されるようになっていった。

## 国際連合と安全保障
国際連合は第二次世界大戦終結後の国際社会の秩序を安定させることを目的として、創設された集団安全保障体制である（詳細は国際連合を参照）。
集団安全保障体制は、構成国は武力行使を原則行わず、外交交渉によって問題を解決し、万一構成国が違反して武力行使を行えばその他の体制の構成国が協力して軍事力も含めた制裁措置を行うことによって、国際秩序を安定させる体制である。

### 国連軍
国連軍とは国連憲章に基づいて安全保障理事会の要請を以って武力制裁を実施する軍隊である。ただし、冷戦の米ソ対立によって国連の機能不全が起こったため、現在に至るまで存在しない組織である（国連軍を参照）。

### 国連平和維持活動
国連平和維持活動と（PKO、peace-keeping operation）は国連の集団安全保障体制が米ソ対立という時代背景により冷戦期には機能不全になっていたために代替案として発達した紛争管理の活動である。代替案として発展したものであるため、国連憲章や国連によって公的に定義されたことはない（詳細は国連平和維持活動を参照）。
基本的に平和維持活動は紛争当事者が停戦に合意し、かつ活動への合意を得ることが前提で、中立的な立場によって実行される。具体的には小規模の平和維持軍（PKF）や軍事監視団などを派遣し、選挙支援や治安維持、兵力引き離しなどの機能を果たす。武力制裁などの任務を担うことはなく、あくまで非強制的な範囲で平和状態を支援する。

### ガリ構想
1992年6月17日、国際連合事務総長のガリ（ブトロス・ブトロス＝ガーリ）は、ガリ構想の中で5種類の平和機能を提示した。
1. 予防外交（注：予防外交の定義は50以上存在し、明確な定義は無い）
2. 平和的手段による平和の創造（紛争を平和的な手段を用いて平和的に解決する）
3. 強制的な措置を施し、平和を創造する（平和強制）
4. 平和維持（停戦など）
5. 紛争後の平和の建設、構築

以上の5種類の平和機能の内、国連が（正当性、不当性を判断して）関与するのは「強制的な措置を施し、平和を創造する（平和強制）」のみである。
これは国連憲章第六章及び国連憲章第七章の理念を合わせて提言したものであるが、数多くの国々や有識者から批判を浴びた。批判の多くは、平和強制によって国連が介入先の国家主権を無視することに関して、より「積極的」になる事に比重が置かれたためである。
よってガリ構想が示した平和強制部隊（Peace enforcement units）は多くの人によって問題点を指摘され有効性が疑問視され、1994年にはソマリアにおける紛争などの解決に失敗したため、今後は行わないことをガリ自身が宣言した。

## 安全保障の抱える問題

### セキュリティ・パラドックス
セキュリティ・パラドックス（security paradox）、あるいは安全保障のジレンマ（security dilemma）とは安全保障政策立案上のジレンマをいう。
A国とB国が対立し、A国がB国に対する明確な安全保障を定め強化すると、B国もA国に対して安全保障を強化する。これらが悪循環し、平和のための安全保障が逆説的にかえって軍拡や軍事的緊張を呼ぶことになる。

### 脅威の創出
安全保障政策はしばしば国民世論だけでなく、近隣諸国、世界の世論も動かすため、特定の方向に意図を持った政治勢力によって安全保障が政争の道具に使われることがしばしばある。
「文明の衝突」の著者であるサミュエル・P・ハンティントンは、かつてソ連崩壊後に新たな脅威を探し、日米間の貿易摩擦を取り上げ、日本を経済的な敵と仮定し、経済戦争が生じ経済安全保障が必要だと提起した。これによって日米間の関係が崩壊する程度までは行かなかったが、極めて深刻な意見の対立が生じた。なお、経済安全保障ではスピンオフが今後期待できないとし、特に石原慎太郎著作の「NOと言える日本」はアメリカの安全保障研究者の多くを刺激した。石原慎太郎の指摘するアメリカ軍が日本の高度な軍事技術に依存している点に、安全保障上の問題があるとして高度な技術は全て国産にすべきとの考え方がアメリカに広まった。しかしそれを実現するには自由貿易を否定し、保護主義を強化しなければならないため、結果として経済的衰退を招くことが判明し、現在、経済安全保障の議論は低迷している。その後、ハンティントンは新たな脅威を探し、中国脅威論を提起し、その次は宗教対立、文明の衝突という脅威を提起した。ハンティントンの論が間違っているということではなく、安全保障研究を行っている人々は脅威を「探し出し」「煽る」傾向にあるということを差し引いて物事を見なければならない。

### 自由の抑圧

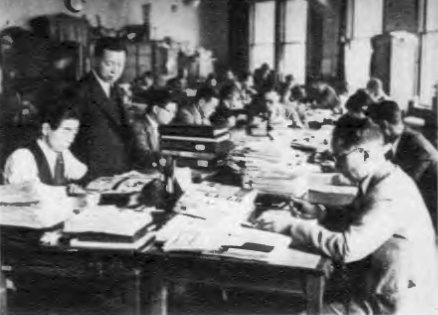
特高警察、警視庁特別高等部検閲課による検閲事務の様子。（1938年〈昭和13年〉）

基本的人権や言論の自由の抑圧、弾圧などにも治安や安全保障上の名分が使われることがある。
大日本帝国は1928年に治安維持法の改正を行った。これにより日本共産党及び党員と、その支持者、また労働組合、農民（農業従事者）組合、プロレタリア文化運動など左翼参加者の摘発を行った。これは結果として、特高警察、独立性の小さい司法などを生み、基本的人権や言論の自由の抑圧を加速させた。また治安維持法によって、未送検者含む逮捕者の数は数十万人を超えていたといわれている。政府発表では送検者7万5681人、起訴5162人、未送検者含む逮捕者の数は不明となっている。

### 脅威の誇張
存在しない危機やまだ危機といえるほどのものではない程度のものを、恣意的に「危機」「脅威」と過大に評価し世論誘導や国家の予算獲得しようとする試みが軍産複合体によって行われる場合がある。
911テロ後、2003年にアメリカ合衆国は国土安全保障省を創設したが、国土安全保障省が自由に使える予算は配分される予算の内の4%に過ぎず、その4%は人件費や設備費で使い切ってしまう。残りの96%の予算は使途が決まっており、その使途は極めて政治的な意図によって左右されている。これは安全保障の名を借りて、国土安全保障省の予算を特定の政治勢力が自分の政治勢力の権益のために予算を使う危険性が残る。また国土安全保障省と国防総省の目的、業務内容が被っていると指摘されている。さらに国土安全保障省の国土安全保障会議と、国防総省の国家安全保障会議の二つの会議間に連絡網が無いことも指摘されている。

## 日本の安全保障
幕府末期時代には幕府陸軍、幕府海軍を創設し、独自で安全保障を担うことになった。明治維新によって近代化した日本は1871年に日本軍が創設された。しかし当初は法整備等もされていないため、横浜に英仏横浜駐屯軍（イギリス軍とフランス軍）の駐留を認めていた。しかし、駐留軍の経費は明治政府側が全て負担していたため、国家主権侵害の恐れがあるため日清戦争前に撤退、独自で日本は安全保障を担っていた。
日清戦争、日露戦争に勝利し、第一次世界大戦にはドイツ帝国とオーストリア＝ハンガリー帝国に勝利した日本は国際連盟の常任理事国にもなった。第二次世界大戦によって当初は日本軍が優勢になり、東南アジアを植民地化していたイギリス軍やフランス軍を降伏させ、占領した。その後、日本軍による真珠湾攻撃により太平洋戦争が勃発した。日本はアメリカ軍の圧倒的な強さによって、日本は敗北した。
太平洋戦争での敗戦によって、日本国憲法を制定し、憲法の精神とされた平和主義の下で国権の発動としての武力の放棄をしてきた。冷戦期に突入すると世界は資本主義国により構成された西側諸国とソ連を盟主とした共産主義国との間で二極型の勢力図が形成されていった中で日本はアメリカ合衆国主導による戦後統治の中で資本主義陣営の一員として、米国の同盟国としての役割をはたしていった。当時の日本周辺の極東地域は共産勢力が強く、日本はソ連と中国といった二大共産主義国と隣接する国として資本主義陣営の盟主・米国にとって安全保障上の重要な拠点として認識され、日本国内各地に米軍基地が設けられ資本主義陣営の戦略的橋頭堡とされていた。米軍指導の下で警察予備隊が編成され、以来、途中保安隊、自衛隊への改編を経て今日に至っている。このようななかで独立回復後も日本の安全保障戦略は基本的に米国の世界戦略の元で構築されてきた。
自衛力の保持についての是非は戦後憲法論争や国民世論の中で大きな問題となり、1960年には日米安全保障条約に基づき、日米同盟が締結された。国内世論は戦後の痛手の中で復興の途上にあり、国民感情としても安全保障を論ずることが忌避されるムードがあり、日米同盟締結時であった60年安保、また新日米安保条約締結時の70年安保闘争などを経て時として世論の大きな反対を受けつつも日本国としては専守防衛の理念の下で自衛隊を保有し続けてきた。戦後、長期にわたって政権を担ってきた自由民主党は早い時期から自衛力の保持及び集団的自衛権の保有等の問題をめぐって有事法制や憲法改正を主張してきたが、いまだ第二次世界大戦の記憶が生々しいなか日本社会党ほか護憲勢力の反対を受け、きわめて抑制的な安全保障体制の中で米軍の軍事力による抑止力をもって極東地域における安全保障秩序を維持してきた。その後も最低限の自衛力の必要性については国民世論も大いに見解の分かれる中で社会の中で理解が得られていたといえようが、憲法改正などによる軍事力に対しての抑制的な見解が世論を覆っていたといえる。
しかし、冷戦崩壊の後、米ソ二極対立の陰に隠れてきた民族や宗教的価値観による地域間の対立が表面化するとともに次第にPKOを中心とした平和的な貢献の道が模索される様になり、自衛隊による海外派遣の機会も次第に増えていった。
今日、北朝鮮のミサイルの度重なる発射、中国の軍拡など、以前とは異なる状況下、日本の安全保障においては専守防衛のあり方、日米同盟のあり方、自衛隊の運用の範囲などが大いに議論を生んでおり、憲法を改正し、米国の同盟国としての役割をはたしてきた戦後の歩みを追認するとともに、今後は日米同盟の下でより積極的な軍事的貢献を模索すべきとする改憲論と、現行憲法を堅持し、憲法がうたう平和主義の理想を具現化すべきという護憲論とに二分し、国民世論を二分する事態となっている。
　

## 安全保障の分野の専門・関連用語
- デタント
- ノルディックバランス
- グローバルセキュリティー
- 集団的自衛権
- 集団安全保障
- 有事法制
- 専守防衛
- 仮想敵国
- 勢力均衡
- 競争的安全保障
- 包括的安全保障
- 共通の安全保障
- 海洋安全保障
- 協調安全保障
- 地域安全保障
- 総合安全保障
- 食料安全保障
- 環境安全保障
- 経済安全保障
- 人間の安全保障
- 安全保障共同体
- 民主的平和論
- 重要影響事態
- 平和安全法制